# Let's Do It (Let's Fall in Love)
Let's Do It (Let's Fall in Love) is een lied geschreven door Cole Porter in 1928. Het werd oorspronkelijk geïntroduceerd in Porter's Broadway-musical Paris in 1928, uitgevoerd door de Franse zangeres Irène Bordoni. Het lied staat bekend om zijn humoristische benadering van het thema liefde en romantiek. De tekst bevat diverse vergelijkingen en suggesties met betrekking tot verschillende dieren en menselijke groepen die verliefd kunnen worden. De tekst maakt gebruik van dubbelzinnigheden en geestige woordspelingen.
Sinds de oorspronkelijke introductie heeft het nummer talloze opnames gekend en blijft het een iconisch werk van Cole Porter. Het is in diverse muziekgenres geïnterpreteerd, waaronder jazz, pop en punkrock. Het lied is opnieuw populair geworden door latere opnames van verschillende artiesten, waaronder Joan Jett, Lady Gaga en anderen. 